# Подкорытов, Борис Петрович
Бори́с Петро́вич Подкоры́тов (3 мая 1948, Фрунзе) — советский футболист. Заслуженный тренер Киргизской ССР.

## Карьера

### Игрока
Футболом начинал заниматься у известного детского тренера Владимира Коробченко. В 1966 году по окончании финала всесоюзного молодёжного турнира, Борис Подкорытов был приглашен в экспериментальную сборную Советского Союза для подготовки к Летним Олимпийским играм в Мехико. В ней он выступал с известными советскими футболистами Евгением Ловчевым и Сергеем Ольшанским. Однако через год экспериментальная сборная была расформирована. Воспитанник экспериментальной молодёжной команды московского «Буревестника».
В качестве игрока выступал за московский «Локомотив» и «Алгу». Был капитаном команды из Фрунзе.

### Тренера
После окончания карьеры занялся тренерской деятельностью. Окончил в Москве тренерские курсы. Там он подружился с известным футбольным тренером Анатолием Бышовцем.
В 1980 году в первый раз возглавил фрунзенскую «Алгу».
В дальнейшем Подкорытов руководил клубами из Алжира. В конце 1980-х он снова вернулся в родной клуб, однако после распада Советского союза остался без работы.
В 1993 году стал главным тренером клуба «Кайнар» из города Талдыкорган (Казахстан). Ему удалось быстро вывести команду в Высшую лигу. Через год коллектив сумел занять 6-е место в элитном дивизионе. Но уже в следующем сезоне трое футболистов «Кайнара», которых приглашал в команду Подкорытов, погибли в автокатастрофе. В скором времени специалист покинул Талдыкорган.
Затем некоторое время возглавлял клуб «Астана». Кроме того он вместе с Курбаном Бердыевым ассистировали Серику Бердалину в сборной Казахстана.
После работы в Казахстане вернулся на родину, где работал с клубом «Дордой-Динамо». В 2005 году на некоторое время снова возвращался в чемпионат Казахстана. Он работал главным тренером клуба «Жетысу». Однако из-за ухудшения здоровья, Подкорытов проработал в нём недолго.
В 2006 году возглавлял сборную Кыргызстана.
В 2006—2007 г.г. был главным тренером «Дордой-Динамо». С 2008 года является генеральным директором клуба.
В 2011 году был тренером-консультантом сборной Кыргызстана.
За свою карьеру Борис Подкорытов неоднократно признавался тренером года в своей стране. Он является самым титулованным футбольным наставником в стране.

## Достижения
- Чемпион Алжира: 1988
- Чемпион Кыргызстана (5): 1992, 1993, 2004, 2006, 2007
- Обладатель Кубка Кыргызстана (4): 1992, 1993, 2004, 2006
- Обладатель Кубка Президента АФК (2): 2006, 2007